# Syllimnophora nigriventris
Syllimnophora nigriventris är en tvåvingeart som beskrevs av Malloch 1934. Syllimnophora nigriventris ingår i släktet Syllimnophora och familjen husflugor. Inga underarter finns listade i Catalogue of Life.